# Botieus
Els botieus (llatí: Bottiæi, en grec antic: Βοττιαῖοι) eren un poble de mític origen cretenc segons Estrabó (encara que probablement eren tracis) que vivia al districte macedoni de Bòtia o Botiea. Els botieus dominaven Pel·la, però van ser foragitats de les seves terres al segle iv aC pels macedonis, i cap al segle iii aC ja els havien absorbit.
Els botieus, doncs, s'instal·laren a la Calcídica, però l'any 479 aC els perses, que havien ocupat la zona, sospitaven que els botieus volien revoltar-se, i van ocupar Olint, la seva ciutat principal a la Calcídica; van matar als seus habitants i la van cedir als grecs calcídics dirigits per Cristòbolos de Torone, aliat dels perses.